# Ammophilomima indiae
Ammophilomima indiae är en tvåvingeart som beskrevs av Martin 1973. Ammophilomima indiae ingår i släktet Ammophilomima och familjen rovflugor. Inga underarter finns listade i Catalogue of Life.